# Chronologie du jeu
Ceci est une chronologie du jeu.

## Années avant 1970
- 1898 en jeu
- 1932 en jeu
- 1935 en jeu
- 1958 en jeu
- 1959 en jeu
- 1967 en jeu

## Années 1970
- 1971 en jeu
- 1972 en jeu
- 1974 en jeu
- 1975 en jeu
- 1976 en jeu
- 1977 en jeu
- 1978 en jeu
- 1979 en jeu

## Années 1980
- 1980 en jeu
- 1981 en jeu
- 1982 en jeu
- 1983 en jeu
- 1984 en jeu
- 1985 en jeu
- 1986 en jeu
- 1987 en jeu
- 1988 en jeu
- 1989 en jeu

## Années 1990
- 1990 en jeu
- 1991 en jeu
- 1992 en jeu
- 1993 en jeu
- 1994 en jeu
- 1995 en jeu
- 1996 en jeu
- 1997 en jeu
- 1998 en jeu
- 1999 en jeu

## Années 2000
- 2000 en jeu
- 2001 en jeu
- 2002 en jeu
- 2003 en jeu
- 2004 en jeu
- 2005 en jeu
- 2006 en jeu
- 2007 en jeu
- 2008 en jeu
- 2009 en jeu

## Années 2010
- 2010 en jeu
- 2011 en jeu
- 2012 en jeu
- 2013 en jeu
- 2014 en jeu
- 2015 en jeu
- 2016 en jeu
- 2017 en jeu
- 2018 en jeu
- 2019 en jeu

## Années 2020
- 2020 en jeu
- 2021 en jeu
- 2022 en jeu
- 2023 en jeu
- 2024 en jeu
- 2025 en jeu